# Sotera
Sotera – imię żeńskie pochodzenia greckiego, wywodzące się od słowa σωτηρια (soteria) – "zbawienie". Żeński odpowiednik imienia Soter. Jego patronką jest św. Sotera, zm. w 304 roku.
Sotera imieniny obchodzi 10 lutego.